# Vorläufige Besitzeinweisung
Die Vorläufige Besitzeinweisung ist in Deutschland ein Mittel der öffentlichen Hand (Bund, Länder, Kommunen) im Verwaltungsverfahrensrecht, um – auch ohne ein vollständiges Enteignungsverfahren bis zu dessen rechtskräftigem Abschluss durchlaufen zu haben – bereits über Grundstücke oder Grundstücksteile privater Eigentümer verfügen zu können. Dabei wird in der Regel nach der Bestandskraft eines Rechtsplanes nur noch über das Wie (d. h. über einen finanziellen Ausgleich) entschieden, die Inanspruchnahme selbst gründet sich auf den jeweiligen rechtskräftigen Plan selbst.

## Flurbereinigungsverfahren
Die Beteiligten eines Flurbereinigungsverfahrens können vor der Rechtskraft des Flurbereinigungsplanes in den Besitz der neuen Grundstücke vorläufig eingewiesen werden, wenn deren Grenzen in die Örtlichkeit übertragen worden sind und endgültige Nachweise für Fläche und Wert der neuen Grundstücke vorliegen sowie das Verhältnis der Abfindung zur Einlage feststeht.
Durch den Vorausbau (gemeinschaftliche Anlagen werden auf privaten Flächen errichtet, die erst mit der Ausführungsanordnung ins Eigentum der Gemeinde übergehen) kann die Feldeinteilung durchschnitten bzw. zersplittert werden. Da die Arbeiten am Flurbereinigungsplan aufwendig sind, erlaubt die vorläufige Einweisung frühzeitig die landwirtschaftliche Nutzung der zukünftigen neuen Grundstücke. Dem Beschleunigungsgrundsatz und dem Zweck des Flurbereinigungsverfahrens wird so Rechnung getragen. Die Vorläufige Besitzeinweisung ist eine Allgemeinverfügung (Verwaltungsakt), die auch mit Überleitungsbestimmungen (wie in der Ausführungsanordnung) versehen werden kann. Die Vorläufige Besitzeinweisung trifft jedoch keine Regelung der Eigentumsverhältnisse.

## Straßenbau
Beim Straßenausbau von Bundes- und Landesstraßen werden im Rahmen eines umfangreichen Planfeststellungsverfahrens Argumente für und wider abgewogen, die letztlich in dessen Beschluss grundstücksbezogen exakt feststehen. In dem nicht seltenen Fall, dass ein Ankauf benötigter Flächen privater Grundeigentümer scheitert, kann diese „vorläufige Besitzeinweisung“ für jene Teile privaten Grundes angeordnet werden, deren Einbeziehung in den Straßenausbau erforderlich ist.
Dies dient der Verfahrensvereinfachung: Sollte danach eine Verhandlung über den Verkaufspreis des Grundstückes oder dessen Teil(e) scheitern, kann in dem dann folgenden und nötigen Enteignungsverfahren auf die Bestandskraft der straßenrechtlichen Planung verwiesen werden; ein erneutes Durchlaufen aller Planungsschritte ist dafür nicht erneut nötig.